# Kerstin Casparij
Kerstin Casparij (Alphen aan den Rijn, 2000. augusztus 19. –) holland korosztályos női válogatott labdarúgó. A holland első osztályban részt vevő FC Twente együttesének középpályása.

## Pályafutása

### Klubcsapatokban
2015 óta tagja az SC Heerenveen labdarúgó szakosztályának. A 2017–18-as bajnokságban a VV Alkmaar csapatát erősítette, majd a szezon végeztével visszatért nevelő egyesületéhez.
2020. május 6-án kétéves szerződést kötött a FC Twente csapatával.

### A válogatottban
Az U15-ös csapatban 2015. március 18-án mutatkozhatott be a belga válogatott ellen, azóta pályára lépett Hollandia U16-os, U17-es és U19-es korosztályos válogatottjában.

## Statisztikái

### Klubcsapatokban
2020. december 11-el bezárólag
| Szezon           | Klub             | Bajnokság        | Bajnoki | Bajnoki | Kupa  | Kupa | Nemzetközi | Nemzetközi | Össz. | Össz. |
| Szezon           | Klub             | Bajnokság        | Mérk.   | Gól     | Mérk. | Gól  | Mérk.      | Gól        | Mérk. | Gól   |
| ---------------- | ---------------- | ---------------- | ------- | ------- | ----- | ---- | ---------- | ---------- | ----- | ----- |
| 2015–16          | SC Heerenveen    | Eredivisie       | 13      | 0       | 0     | 0    | –          | –          | 13    | 0     |
| 2016–17          | SC Heerenveen    | Eredivisie       | 22      | 1       | 0     | 0    | –          | –          | 22    | 1     |
| Klub összesen    | Klub összesen    | Klub összesen    | 35      | 1       | 0     | 0    | 0          | 0          | 35    | 1     |
| 2017–18          | VV Alkmaar       | Eredivisie       | 22      | 2       | 0     | 0    | –          | –          | 22    | 2     |
| Klub összesen    | Klub összesen    | Klub összesen    | 22      | 2       | 0     | 0    | 0          | 0          | 22    | 2     |
| 2018–19          | SC Heerenveen    | Eredivisie       | 23      | 5       | 0     | 0    | –          | –          | 23    | 5     |
| 2019–20          | SC Heerenveen    | Eredivisie       | 11      | 1       | 0     | 0    | –          | –          | 11    | 1     |
| Klub összesen    | Klub összesen    | Klub összesen    | 34      | 6       | 0     | 0    | 0          | 0          | 34    | 6     |
| 2020–21          | FC Twente        | Eredivisie       | 12      | 3       | 2     | 0    | –          | –          | 14    | 3     |
| Klub összesen    | Klub összesen    | Klub összesen    | 12      | 3       | 2     | 0    | 0          | 0          | 14    | 3     |
| Karrier összesen | Karrier összesen | Karrier összesen | 103     | 12      | 2     | 0    | 0          | 0          | 105   | 12    |